# Riou Bourdoux
Le Riou Bourdoux est un torrent français du département Alpes-de-Haute-Provence de la région Provence-Alpes-Côte d'Azur, et un affluent droite de l'Ubaye, c'est-à-dire un sous-affluent du Rhône par la Durance.

## Géographie
De 7,71 kilomètres de longueur, le Riou Bourdoux prend sa source sur la commune de Saint-Pons à 2 884 mètres d'altitude.

## Communes et cantons traversés
Le Riou Bourdoux s'écoule sur la seule commune de Saint-Pons dans le département des Alpes-de-Haute-Provence (04).

## Histoire
Surnommé le "Monstre" de par la violence de ses crues, le Riou Bourdoux sera dompté sur la période 1866-1914 par la construction de très nombreux ouvrages de corrections et la reforestation du bassin versant.
Le cône de déjection du Riou Bourdoux est aujourd'hui occupé par l'aérodrome de Barcelonnette - Saint-Pons et des zones artisanales et industrielles.